# علی میرسپاسی
علی میرسپاسی استاد جامعه‌شناسی و مطالعات خاورمیانه در دپارتمان گالاتین دانشگاه نیویورک و رئیس مرکز مطالعات ایران‌شناسی دانشگاه نیویورک است. او از سال ۲۰۰۷ تا ۲۰۰۹ میلادی محقق مرکز کارنِگی بوده و در کالج‌های همپشایر، آمهرست، ماونت هولیوک، اسمیت و دانشگاه ماساچوست تدریس نموده است. زمینه پژوهش میرسپاسی، نظریه‌های اجتماعی مدرنیته، جامعه‌شناسی تاریخی، تطبیقی، جامعه‌شناسی دین، مطالعه فرهنگ و جوامع خاورمیانه، و اسلام و تغییرات اجتماعی است.

## کتاب‌های انگلیسی و فارسی

جلد کتاب دموکراسی در ایران نوشته میرسپاسی

تألیفات میرسپاسی به زبان انگلیسی عبارتند از: «اسلام سیاسی، ایران و روشنگری: نظریات امید و یاس» که در سال ۲۰۱۱ توسط انتشارات دانشگاه کمبریج به چاپ رسیده؛ کتاب «دموکراسی در ایران مدرن: اسلام، فرهنگ، و دگرگونی سیاسی» که در سال ۲۰۱۰ و توسط انتشارات دانشگاه نیویورک انتشار یافته است؛ همچنین «تأملی در مدرنیته ایرانی: بحثی دربارهٔ گفتمان‌های روشنفکری و سیاست مدرنیزاسیون در ایران» که توسط انتشارات کمبریج و در سال ۲۰۰۰ به چاپ رسیده است. این کتاب با استقبال محافل علمی و دانشگاهی آمریکا روبرو شد و در چند دانشگاه به عنوان متن درسی انتخاب گردید. در سال ۲۰۰۱، مؤسسه هنر، فرهنگ و ارتباطات در آمریکا، آن را به عنوان بهترین پژوهش فرهنگی سال برگزید. این کتاب توسط جلال توکلیان به فارسی برگردانده شده است. او اخیراً در حال کار بر روی پروژه اخیر خویش با عنوان «سنت، جهان‌وطنی و دموکراسی» است.
کتاب «اسلام پس از اسلام: زندگی و فکر احمد فردید» او تلاشی است برای بررسی ریشه‌ای برآمدن اسلام سیاسی در ایران مدرن از منظر تأثیری که احمد فردید در فضای روشنفکری عمومی ایران داشته است.
تألیفات میرسپاسی به فارسی عبارتند از: «دموکراسی یا حقیقت: رساله‌ای جامعه‌شناختی در باب روشنفکری ایرانی» که توسط انتشارات طرح نو به چاپ رسیده؛ «اخلاق در حوزه عمومی: تاملاتی در باب ارزش‌ها و نهادهای دموکراتیک» که توسط نشر ثالث منتشر شده و همچنین «روشنفکران ایرانی و مدرنیته» که نشر ثالث آن را به چاپ رسانده است.
میرسپاسی ویراستار مجموعه «علوم بومی در فضای جهانی‌شده» است که توسط انتشارات سیراکیوز و در سال ۲۰۰۲ به چاپ رسید. او همچنین سردبیر میهمان مجله آکادمیک «مطالعات تطبیقی آسیای جنوب شرقی، آفریقا و خاورمیانه» در ویژه‌نامه «ورای مرزهای جغرافیایی قدیم: بومیان، شهروندان، مهاجران و جهان وطنان» در سال ۲۰۰۵ بوده است.

## جوایز
میرسپاسی برنده چندین جایزه و مقام شده، از جمله بهترین محقق ایرانی سال ۲۰۰۱، مقام استاد افتخاری دانشگاه تهران و جوایزی از مؤسسه فورد و نهاد موقوفه ملی علوم انسانی.

## لیست کتب
- تنهاترین انقلاب: خاطره ای از همبستگی و مبارزه در ایران، انتشارات دانشگاه ادینبورگ، ۲۰۲۳
- کشف ایران: تقی ارانی، یک جهان وطن رادیکال، انتشارات دانشگاه کمبریج، ۲۰۲۱
- انقلاب آرام ایران: سقوط پهلوی، انتشارات دانشگاه کمبریج، ۲۰۱۹
- مدرنیته مشکل ایران: بحث در مورد میراث احمد فردید، انتشارات دانشگاه کمبریج، ۲۰۱۸
- فراملی گرایی در اندیشه سیاسی ایران: زندگی و اندیشه احمد فردید، انتشارات دانشگاه کمبریج، ۲۰۱۷
- اسلام، دموکراسی و تکثرگرایی، انتشارات دانشگاه کمبریج، ۲۰۱۴، نویسنده با تاد فرنی
- اسلام سیاسی، ایران و روشنگری، انتشارات دانشگاه کمبریج، ۲۰۱۱
- دموکراسی در ایران مدرن، انتشارات دانشگاه نیویورک، ۲۰۱۰
- گفتمان‌های فکری و سیاست نوسازی: مذاکرات مدرنیته ایرانی، انتشارات دانشگاه کمبریج، ۲۰۰۰
- حقیقت یا دموکراسی: بومی سازی دانش در عرصه جهان، انتشارات دانشگاه سیراکوز، ۲۰۰۲، Coeditor
- کیمیای سعادت غزالی